# Burg Geislingen
Die Burg Geislingen, auch Sweningers Burghof genannt, war eine der beiden Ortsburgen in Geislingen im Zollernalbkreis in Baden-Württemberg.
Die heute völlig verschwundene und nicht mehr lokalisierbare Burganlage wurde vermutlich von einem Ritter Sweninger oder den Herren von Schwenningen erbaut und mit der Zerstörung des Sweninger Burghofes 1490 erwähnt.